# امانوئلا دی پائولا
امانوئلا دی پائولا (به انگلیسی: Emanuela de Paula) (زاده ۲۵ آوریل ۱۹۸۹) مدل برزیلی است.